# Österreichischer Bauherrenpreis 1982
Mit dem Österreichischen Bauherrenpreis der Zentralvereinigung der Architekten Österreichs wurden im Jahr 1982 die folgenden Projekte ausgezeichnet:
| Realisierung | Bauherr         | Planer                        |
| --- | --------------- | ----------------------------- |
| Schauräume der Bene-Büromöbel KG in Wien                                                                           | Manfred Bene    | Haus-Rucker-Co Laurids Ortner |
| Büro- und Werkstättengebäude in Hörsching                                                                          | G. Pichler      | Roland Ertl                   |
| Schloss Großlobming als Land- und Forstwirtschaftliche Fachschule in Großlobming mit Denkmalschutz (Listeneintrag) | Land Steiermark | Szyszkowitz + Kowalski        |

Die Jury bildete Holzbauer, Krier, und Lackner.